# Stiletto (filme de 2008)
Stiletto (Brasil: Stiletto - A Vingança Nunca Foi Tão Doce ) é um filme de ação estadunidense de 2008 lançado direto para vídeo dirigido por Nick Vallelonga e produzido por Nick Vallelonga e Warren Ostergard. É estrelado por Tom Berenger, Michael Biehn, Stana Katic, William Forsythe e Tom Sizemore. Ele estreou no Newport Beach International Film Festival em 28 de abril de 2008 e foi lançado em DVD em 3 de março de 2009 pela First Look Studios.

## Sinopse
Dois senhores do crime, Virgil Vadalos (Berenger), um rico chefe da máfia grega e um líder MS-13 se encontram em um banho público para discutir negócios. Uma mulher aparece na sala com uma faca estilete e mata o líder do MS-13, antes de esfaquear Virgil, deixando-o para morrer. Virgil sobreviveu, entretanto, e ordena que seus homens e um detetive corrupto do LAPD encontrem a mulher, a quem ele identifica como sua amante, Raina (Katic). Virgil fica intrigado com os ataques aparentemente aleatórios de Raina e busca uma explicação para suas ações. Para piorar as coisas para Virgil, está o desaparecimento de US$2 milhões em dinheiro. Os dois capangas de Virgil—o intenso Lee (Biehn) e o maquinador Alex (Forsythe)—não gostam um do outro e suspeitam que o outro esteja envolvido no desaparecimento do dinheiro.
Raina, por sua vez, está procurando homens que a prejudicaram no passado. Ela caça, seduz e mata vários homens de várias gangues diferentes, jogando o submundo ainda mais em caos. Enquanto ela mata um após o outro, ela está indo direto para seu alvo original: Virgil.

## Elenco
- Stana Katic como Raina
- Tom Berenger como Virgil Vadalos
- Michael Biehn como Lee
- Paul Sloan como Beck
- William Forsythe como Alex
- Diane Venora como Sylvia Vadalos
- Kelly Hu como Detetive Hanover
- Amanda Brooks como Penny
- James Russo como Engelhart
- Tom Sizemore como Large Bills
- Dominique Swain como Nancy
- Tony Lip como Gus
- D. B. Sweeney como Danny
- David Proval como Mohammad
- Robert R. Shafer como Krieger

## Trilha sonora
- Cliff Martinez
- "Broken" – Interpretada por Jacqueline Lord

Escrita por Jacqueline Lord
Produzido por Michael Lord
Mixado por Tom Lord Alge
- "Bang Bang" – Interpretada por ER Inc

Escrito por Edgard Jaude, Rafael Torres, Kevin Davis e Garrett Wesley
- "Fallen Angel" – Escrito e interpretada por Chris Vaughn
- A música "Lipimena Ta Tragoudia"  foi apresentada por Viktor Mastoridis